# Длиннопалая белокровка
Длиннопалая белокровка (Cryodraco antarcticus) — морская антарктическая придонная рыба семейства белокровковых (Channichthyidae) из подотряда нототениевидных (Nototnenioidei) отряда окунеобразных (Perciformes). Единственный вид рода (или один из двух видов, если Cryodraco atkinsoni — валидный вид) длиннопалых белокровок (Cryodraco). Впервые была описана в 1900 году из моря Беллингзгаузена бельгийским палеонтологом Луи Долло (Louis Dollo, 1857—1931), сформулировавшим известный закон необратимости эволюции (закон Долло). Русское название «длиннопалая» дано из-за очень длинного (самого длинного среди всех белокровковых рыб) брюшного плавника.
Крупная рыба, общая длина которой превышает 60 см. Относительно мелководный циркумполярно-антарктический эндемик, обитающий на континентальном шельфе Антарктиды и у близлежащих антарктических островов на глубинах менее 1000—800 м. Согласно схеме зоогеографического районирования по донным рыбам Антарктики, предложенной А. П. Андрияшевым и А. В. Нееловым, ареал этого вида находится в границах гляциальной подобласти Антарктической области.
Длиннопалой белокровке, как и всем прочим белокровковым рыбам, свойственно отсутствие чешуи на теле и обладание уникальным явлением среди всех позвоночных, присущим только 25 видам рыб этого семейства, — наличием «белой» крови, представляющей собой слегка желтоватую плазму, лишенную эритроцитов и гемоглобина. Подобное явление объясняется адаптацией предковых форм белокровковых рыб к суровым условиям Антарктики и отрицательной температуре воды в Южном океане, близкой к точке замерзания.
Длиннопалая белокровка изредка встречается в качестве прилова при промысле антарктического клыкача донным ярусом на относительно небольших глубинах менее 800—1000 м.

## Характеристика длиннопалой белокровки
В первом спинном плавнике 2—6 гибких колючих лучей, во втором спинном плавнике 41—46 членистых лучей, в анальном плавнике 41—46 членистых луча, в грудном плавнике 22—26 лучей, в хвостовом плавнике 11 ветвистых лучей; общее число позвонков 67—70, из них туловищных 25—29 и хвостовых 40—44. На вершинах челюстей 2—3 ряда мелких, конических, слегка загнутых внутрь рта зубов.
Ростральный шип в виде небольшой кнопки. Рот большой, задний край верхней челюсти доходит до уровня середины зрачка. Рыло удлинённое — 43—54 % длины головы. Глаз довольно большой, диаметр орбиты 17—24 % длины головы. Межглазничное пространство умеренной ширины (18—26 % длины головы). Первый спинной плавник низкий и короткий. Оба спинных плавника хорошо разделены длинным междорсальным пространством. Начало анального плавника находится слегка позади вертикали начала второго спинного плавника. На теле имеются три боковых линии без костных члеников. Брюшные плавники длинные, второй луч наибольший — 22—70 % стандартной длины тела. Хвостовой плавник усечённый или слабовыемчатый.
Общая окраска тела сероватая, серовато-коричневая или серовато-зеленоватая. По бокам туловища проходят 5—6 вертикальных тёмных полосы. На основании грудного плавника имеется серебристо-белое пятно.

## Распространение и батиметрическое распределение
Ареал длиннопалой белокровки циркумполярно-антарктический. Распространена главным образом на шельфе Антарктиды; наиболее северные находки известны от Южных Шетландских и Южных Сандвичевых островов. Отмечена на глубинах 250—860 м.

## Размеры
Наибольшая известная общая длина самок 60,2 см.

## Образ жизни
Хищник, питающийся антарктическим крилем и рыбой.
Нерест в море Уэдделла, очевидно, происходит летом. Абсолютная плодовитость, известная по одной самке, составила 10700 икринок. Диаметр зрелых икринок 4,4 мм. Выклев личинок происходит, вероятно, в зимне-весенний период.